# 1-ше послання до Коринтян

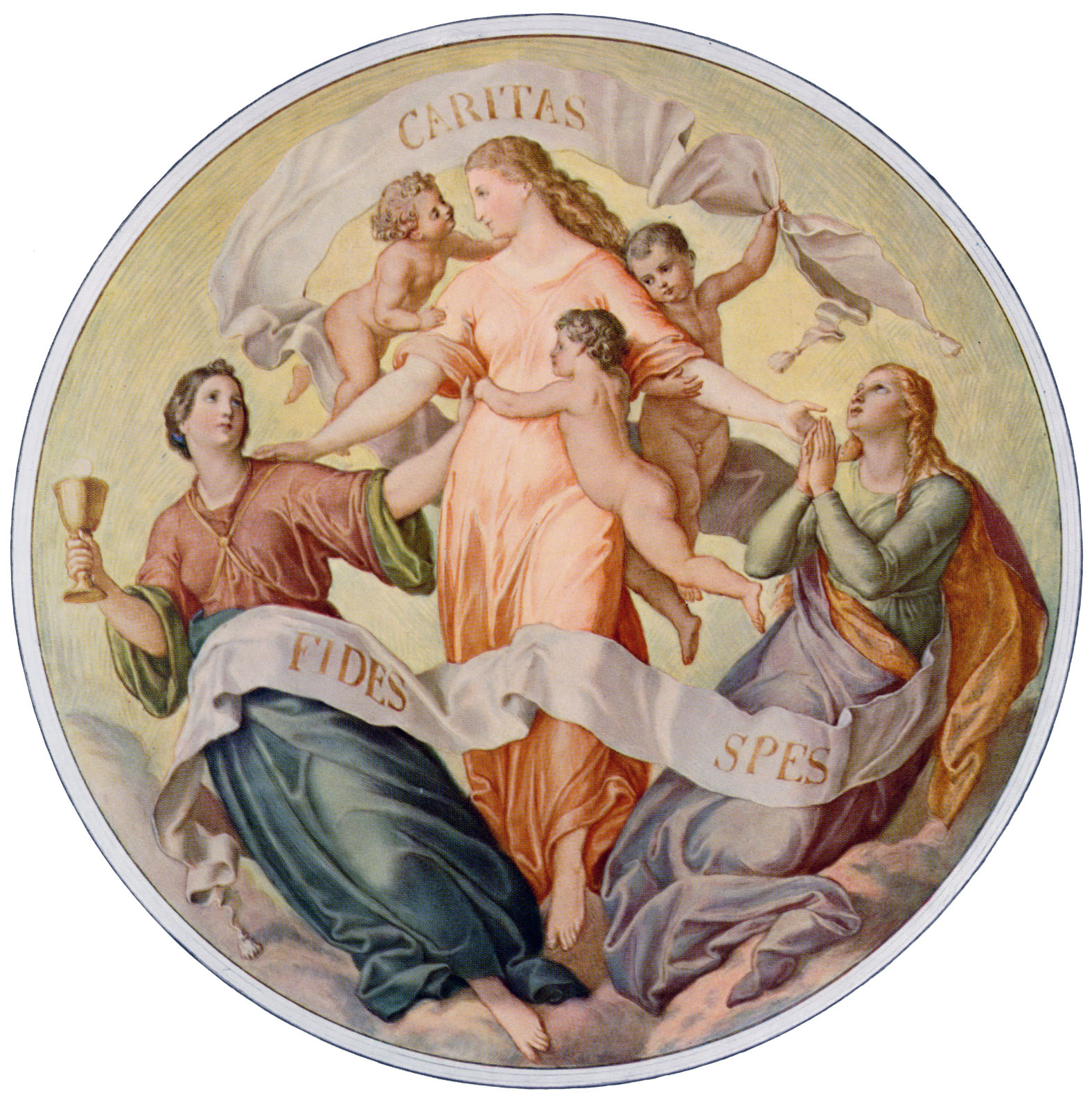
Віра, Надія, Любов

Перше Послання до Коринтян [1 Кор] — книга Нового Заповіту. Автором послання вважається Апостол Павло з Тарсу. 

## Авторство та адресанти
Послання адресоване церкві м. Коринф. Місцем написання був Ефес, де Святий Павло затримався ймовірно в 57 році.

## Основні теми
Послання складається з чотирьох частин.
В першій частині (глави 1-4) Св. Павло, повідомлений про розломи в коринфській громаді, закликає до єдності, умовою якої є довіра до Божої мудрості.
Після від'їзду Павла в Коринфі проповідував Аполлос, який вніс деяке сум'яття в життя громади, внаслідок чого церква розкололася на прихильників апостола Петра, апостола Павла та Аполлоса (1:12). У Посланні міститься намір Павла вдруге вирушити до Коринфу і згаданий Тимофій, який повинен випередити апостола (4:17).
Глави 5 і 6 послання присвячені гріхам коринфян.
В наступній частині (гл. 7-14) Павло торкається питань доктрини та етики: ставлення шлюбу до дівоцтва, границь християнської свободи, допущення споживання м'яса з поганських жертвоприношень, підпорядкування жінок чоловікам, значення Євхаристії, дарів Святого Духа.
Остання частина послання — глави 15 та 16 — становлять виклад християнської науки про воскресіння з мертвих.

## Гімн про любов
13 глава становить «гімн про любов» і є одним з найцитованіших фрагментів Нового Заповіту.
Рядок 12 про те, що люди поки не в змозі побачити істинний світ й бачать лише його невиразне відображення, але коли прийде час Бога, розкриється істина. Грецьке слово «ἐσόπτρου», перекладене українською мовою як «скло», могло позначати як призму, так і металеве дзеркало, дає нечітке відображення (13:12).
| For now we see through a glass, darkly; but then face to face: now I know in part; but then shall I know even as also I am known. |
Назви наступних художніх творів посилаються на цей рядок.
| Джерело                  | Оригінальна назва        | Переклад               |
| ------------------------ | ------------------------ | ---------------------- |
| Айзек Азімов             | Through a Glass, Clearly | Крізь скло, зрозуміло! |
| Філіп Дік                | A Scanner Darkly         | Затьмарення            |
| Зоряний шлях: Ентерпрайз | In a Mirror, Darkly      | В темному дзеркалі     |
| Агата Крісті             | In a Glass, Darkly       | В темному дзеркалі     |
| Karleen Koen             | Through a glass darkly   | Крізь дзеркало туманно |